# 老街广播电视台
老街广播电视台（越南语：／），简称，是一家位於越南老街省老街市的廣播電視播出機構，以老街省為主要播出地區，也是越共老街省委、老街省人民委员会的喉舌。

## 历史
老街广播电视台的前身是黄连山广播电视台，1991年，黄连山省分设为老街省和安沛省，黄连山廣播電視台也因此于1991年10月1日析分為老街廣播電視台以及安沛广播电视台。老街广播电视台以後又在部分偏远乡村地区建造了廣播轉播設施，成功解決省内部分地區難以收聽到其節目的問題。2013年，老街广播电视台还接受了丹麦国际开发署的援助资金，建立了自己的广播电视节目制作技术中心，以提高自制节目的品质。

## 现况
老街广播电视台是越南老街省人民委员会直属的事业单位，承担全省广播电视的管理任务，该广播电视台由老街省人民委员会举办，并接受越南新闻与传播部等中央政府机关的专业技术指导。有资格组织编排制作广播电视节目，以服务越南共产党、越南各级政府的政治宣传。该台也跟越南其他省级广播电视台一样，在每天晚上7点转播越南国家电视台的《时事》新闻节目，该台电视部门还有自制的新闻节目《老街时事》（Thời sự Lào Cai），以报道在地新闻为重。除了一条电视频道外，老街广播电视台还在老街省及其邻近地区提供广播服务，其电台的收聽頻率为FM 97。